# 世界は愛を求めている
「世界は愛を求めている」（せかいはあいをもとめている、原題： What the World Needs Now Is Love）は、ハル・デヴィッドが作詞しバート・バカラックが作曲した1965年の楽曲。ジャッキー・デシャノンが歌いヒットした。

## ジャッキー・デシャノンのバージョン
元々はディオンヌ・ワーウィックのために書かれた作品だった。作者のバート・バカラックは次のように証言している。「ディオンヌには断られたんだが、歌詞があまりに説教臭く感じられたのかもしれない。おそらくは彼女が正しかったのだろう。ハルは私にジャッキー・デシャノンが歌うべきだと強く主張し、それでジャッキーとレコーディングすることとなった。」
録音は1965年3月23日、ニューヨークのベル・サウンド・スタジオで行われ、4月15日に発売された。B面は「I Remember the Boy」。
同年7月24日から7月31日にかけてビルボード・Hot 100で2週連続7位を記録した。カナダでは1位を記録した。
1968年6月5日、ロバート・ケネディがロサンゼルスのアンバサダーホテルで撃たれた折、彼が翌日に死ぬまでの間、同市のラジオ局は夜を徹して繰り返し本作品をかけた。死亡後も数日間その行為は続けられた。
映画監督のポール・マザースキーの第1作『ボブ＆キャロル＆テッド＆アリス』（1969年）の挿入歌として使われている。
2023年4月12日、アメリカ議会図書館より、永久保存録音物として全米録音資料登録簿へ登録されることが発表された。

## トム・クレイのバージョン
ロサンゼルスのディスク・ジョッキーのトム・クレイは、本作品とディオンの「アブラハム、マーティン・アンド・ジョン」の演奏や語り（スポークン・ワード）、効果音などのコラージュで構成されたシングルを1971年6月に発表した。同年8月14日付のビルボード・Hot 100で8位を記録。100万枚以上売れてゴールドディスクに輝いた。歌はジーン・ペイジのアレンジをもとにセッション・レコーディング・グループのザ・ブラックベリーズが担当した。
冒頭でクレイが男の子にいくつかの質問を行う。次に軍隊の訓練の模様が流れ、ジョン・F・ケネディの暗殺事件の報道が流れる。マーティン・ルーサー・キング・ジュニアとロバート・ケネディの演説があり、ロバートが撃たれるとテッド・ケネディの追悼演説が流れる。最後に冒頭の会話がリピートされる。

## その他のバージョン
一旦はレコーディングを拒んだディオンヌ・ワーウィックであるが、1966年発売のアルバム『Here Where There Is Love』の中でカバーしている。
多数の言語で歌われた。レ・サーフス（1965年、フランス語）、レ・サーフス（1965年、スペイン語）、シルヴィア・ヴレタマー（1969年、スウェーデン語）、カーチャ・エプシュタイン（1970年、ドイツ語）、カレル・ハラ（1972年、チェコ語）、エドナ・ゴーレン（1974年、ヘブライ語）、ヘルマン・プライ（1981年、ドイツ語）、オルネラ・ヴァノーニ（2002年、イタリア語）、野宮真貴（2015年、日本語）など。
その他の主なカバーは以下のとおり。フォー・シーズンズ（1965年）、パティ・デュ―ク（1965年）、サラ・ヴォーン（1966年）、ジャック・ジョーンズ（1966年）、ジョニー・マティス（1966年）、シラ・ブラック（1967年）、スプリームス（1968年）、コニー・フランシス（1968年）、セルジオ・メンデス&ブラジル'66（1969年）、カーラ・トーマス、ザ・ステイプル・シンガーズ（1968年）、トニー・ベネット（1969年）、アニタ・カー・シンガーズ（1969年）、タイニー・ティム（1969年）、増尾好秋（1969年）、ベッツィ&クリス（1970年）、ザ・ピーナッツ（1970年）、デラニー&ボニー（1971年）、フィフス・ディメンション（1971年）、オフコース（1974年）、中本マリ（1993年）、阿川泰子（1996年）、リック・アストリー（2005年）、バリー・マニロウ（2006年）、千葉はな（2009年）、コニー・タルボット（2012年）、ウィル・ヤング（2015年）、リサ・ローブ（2017年）、高橋幸宏など。